# Arnold c. Teno
Arnold c. Teno  (1978) est un arrêt de principe la Cour suprême du Canada en matière de responsabilité civile. Cette décision faisait partie d'une trilogie de décisions sur le préjudice corporel, les deux autres décisions de cette trilogie étant Andrews c. Grand & Toy Alberta Ltd  et Thornton c. School Dist. No. 57 (Prince George).

## Les faits
Le 1er juillet 1969, Diane Teno , alors âgée de quatre ans, et son frère de six ans traversaient la rue pour acheter de la crème glacée dans le camion de crème glacée garé de l'autre côté lorsqu'elle a été heurtée par une voiture conduite par Brian. Arnold. Teno a subi de graves lésions cérébrales et, en 1974, a poursuivi Arnold en dommages et intérêts. Au procès, Teno a eu gain de cause et a obtenu des dommages-intérêts.
En 1978, Arnold a fait appel du montant accordé.

## Jugement de la Cour suprême
La question dont la Cour était saisie était de savoir si le montant des dommages-intérêts était correct. La Cour a rejeté l'appel et a confirmé le montant initial des dommages-intérêts. Le juge Spence, écrivant au nom de la majorité, a fait remarquer que le but de la récompense dans ces circonstances est de s'assurer que Teno soit correctement prise en charge pour le reste de sa vie. Dans le contexte, la somme de 7 500 $ par année est un montant jugé « équitable » par la Cour.
Spence a encore nuancé sa décision en reconnaissant les inquiétudes de certaines personnes quant aux récompenses trop généreuses pour des actes délictueux. Il affirme que « la charge sociale, très réelle et très sérieuse, de ces indemnités exorbitantes n’est que trop bien illustrée aux États-Unis dans les affaires de responsabilité médicale ».